# NGC 899
NGC 899 é uma galáxia irregular (IBm) localizada na direcção da constelação de Cetus. Possui uma declinação de -20° 49' 23" e uma ascensão recta de 2 horas, 21 minutos e 53,1 segundos.
A galáxia NGC 899 foi descoberta em 13 de Novembro de 1835 por John Herschel.